# شارون وايت
شارون وايت (بالإنجليزية: Sharon White)‏ هي اقتصادية بريطانية، ولدت في 21 أبريل 1967.